# Epilobium hectori
Epilobium hectori är en dunörtsväxtart som beskrevs av Haussk.. Epilobium hectori ingår i släktet dunörter, och familjen dunörtsväxter. Inga underarter finns listade i Catalogue of Life.